# Rodolfo Arruabarrena
Rodolfo Martín Arruabarrena (Marcos Paz, 20 juli 1975) is een Argentijns voormalig voetbalspeler en huidig trainer. Hij is sinds oktober 2018 hoofdtrainer van Shabab Al-Ahli uit Dubai.
Hij begon zijn spelersloopbaan bij Boca Juniors, waar hij in zeven jaar drie prijzen won. In de eerste wedstrijd van de finale van de Copa Libertadores 2000 was hij tweemaal trefzeker en mede door hem won Boca de prestigieuze prijs ten koste van SE Palmeiras. Het leverde hem een transfer op naar het Spaanse Villarreal, waar hij eveneens zeven jaar actief was. Hij was onderdeel van de ploeg die in 2005/06 de halve finale van de Champions League bereikte. Arruabarrena sloot zijn loopbaan in 2010 af bij het Chileense Universidad Católica, waarmee hij in datzelfde jaar kampioen werd.
Zijn carrière als coach begon hij in zijn geboorteland bij CA Tigre, die hij moest behoeden voor degradatie. Via Nacional kwam Arruabarrena vervolgens bij Boca Juniors terecht als vervanger van Carlos Bianchi. Met de Xeneizes won hij in 2015 zowel de landstitel als de nationale beker. In 2016 trok Arruabarrena naar het Midden-Oosten, waar hij achtereenvolgend Al-Wasl Club, Al-Rayyan en Shabab Al-Ahli coachte.